# Mkheter
```

```

Le mkheter est un plat traditionnel algérien originaire de la ville de Tlemcen.

## Description
Il s'agit d'un tajine d'oignons au poulet ou à la viande d'agneau, aux pois chiches, au smen, aux œufs et aux épices, telles que la cannelle, le gingembre et le curcuma.   